# Бенжамен Дарбеле
Бенжамен Дарбеле  (фр. Benjamin Darbelet, 13 листопада 1980) — французький дзюдоїст, олімпійський медаліст.

## Виступи на Олімпіадах
| Олімпіада  | Дисципліна           | Місце |
| ---------- | -------------------- | ----- |
| Афіни 2004 | надлегка категорія   | AC    |
| Пекін 2008 | напівлегка категорія | 2     |